# 埃斯涅
埃斯涅（法語：Essegney，法語發音：[ɛsɲɛ] ⓘ）是法国大东部大区孚日省的一个市镇，位于该省北部，摩泽尔河右岸，与沙尔姆隔河相望，属于埃皮纳勒区和埃皮纳勒城市圈公共社区。

## 地理
埃斯涅（48°22'3"N, 6°19'0"E）面积8.41 平方千米，位于法国大東部大區孚日省，该省份为法国东北部内陆省份，北起默兹省和默尔特-摩泽尔省，西接上马恩省，南至上索恩省和贝尔福地区省，东临上莱茵省和下莱茵省。
与埃斯涅接壤的市镇（或旧市镇、城区）包括：朗格莱、万塞、圣雷米欧布瓦、沙尔姆、达马奥布瓦。

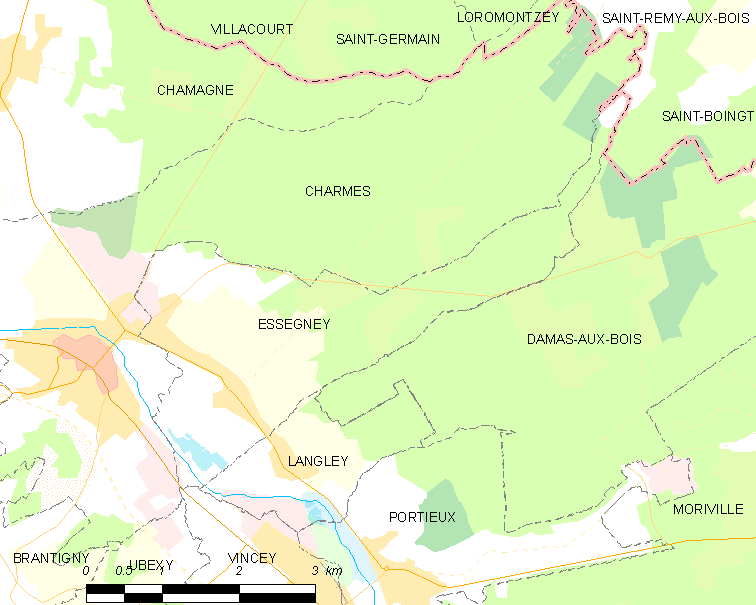
埃斯涅的OSM定位图

埃斯涅的时区为UTC+01:00、UTC+02:00（夏令时）。

## 行政
埃斯涅的邮政编码为88130，INSEE市镇编码为88163。

## 政治
埃斯涅所属的省级选区为沙尔姆县。

## 人口

1962-2008年间埃斯涅人口变化图示

埃斯涅于2022年1月1日时的人口数量为745人。